# Пердігон
Пердіго́н, Пердіґон (окс. Perdigon або Perdigo) (роки творчості 1190–1212) — трубадур з Лесперона в Габалесі, Гавауданської (Жеводанської) дієцезії (сучасний департамент Лозер).

## Життєпис і творчість
Збереглося чотирнадцять його творів, у тому числі три кансони з мелодіями. Як поет, мав популярність у сучасників: про це свідчить часте цитування його творів іншими трубадурами.
Існують два варіанти життєпису, тобто (віди) Пердігона. Він був сином бідного рибалки, вирізнявся своїм розумом і талантами, заробив багатий одяг і зброю, став відомим і, нарешті, був посвячений в лицарі. Дофін Оверньський нагородив його земельними володіннями і рентами. Далі у «відах» починаються різночитання: за однією версією, через деякий час, після смерті своїх подруг і друзів, він втратив усі володіння й вступив до цистерціанського монастиря. Ймовірно, упорядник «віди» використовував тут сюжети деяких творів Пердігона.
Інша «віда» розповідає, що Пердігон був противником катарів, підтримав Альбігойський хрестовий похід, писав твори, що закликають до війни проти альбігойців. Разом з Гійомом Бауска,  Фолькетом Марсельським і абатом з Сито, ім'я якого невідоме, їздив до Риму, щоб поскаржитися на Раймунда VI Тулузького в зв'язку з убивством папського легата в 1208 р. Автор життєпису називає Пердігона одним з ініціаторів походу. Зрештою сюзерен Пердігона Дофін Овернський перестав надавати йому заступництво, позбавив його земель і вигнав. Пердігон втратив у війні покровителів і був усіма зневажений. Біограф стверджує, що Пердігон звернувся до Ламберта де Монтаю з проханням прийняти його в цистерціанський монастир «Сільвабела» («Красивий ліс»), проте тут він помиляється: такого монастиря ніколи не існувало.